# Галуза Григорій Григорович
Григорій Григорович Галуза (21 січня 1918, с.Дебреве,Чернігівська губернія,УНР — 8 грудня 2006, Балашиха,Московська область,РФ) — український військовик, командир розвідувальної роти 9-ї гвардійської механізованої бригади 3-го гвардійського механізованого корпусу 1-го Прибалтійського фронту,капітан гвардії, Герой Радянського Союзу.

## Життєпис
Народився 21 січня 1918 року в селянській родині. Закінчив Ліснохутірську школу, потім технікум харчової промисловості. Працював на м'ясокомбінаті.
У Червоній Армії з 1938 року. Учасник походу радянських військ в Західну Україну і Західну Білорусію 1939 року, радянсько-фінської війни 1939—1940 років. Закінчив курси «Постріл». Учасник Великої Вітчизняної війни з 22 червня 1941 року.

Григорій Галуза

Розвідувальна рота під командуванням гвардії капітана Галузи 27-30 липня 1944 року за литовським містом Йонішкіс прорвалася в тил противника, розгромила кілька ворожих підрозділів і колону автомашин. Дії роти сприяли оволодінню бригадою містами Йонішкіс і Єлгава.
Звання Героя Радянського Союзу з врученням ордена Леніна і медалі «Золота Зірка» (№ 7233) гвардії капітану Галузі Григорію Григоровичу присвоєно Указом Президії Верховної Ради СРСР від 24 березня 1945 року.
Учасник радянсько-японської війни 1945 року.
З 1961 року майор Галуза Г. Г. — в запасі. Жив і працював в Москві, потім переїхав на проживання в місто Балашиха Московської області. Помер 8 грудня 2006 року. Похований на Ніколо-Архангельському кладовищі в Балашисі.

## Пам'ять
- Надгробний пам'ятник на Ніколо-Архангельському кладовищі.
- Пам'ятна меморіальна дошка на алеї Героїв в Балашисі.
- Пам'ятник на дорозі Єлгава-Елея.
- Ім'я воїна-водія Героя Радянського Союзу Галузи Г. Г. увічнено на стіні пам'яті Уссурійського вищого військового автомобільного командного училища.

## У спогадах сучасників
В ході нічного маршу особливо відзначився командир розвідроти 9-ї гвардійської мехбригади капітан Григорій Галуза. Виступивши в 22 години 27 липня з району Мяшкуйчай, який знаходився в 25 кілометрах на північний схід від Шяуляя, він зі своєю ротою за 6 годин подолав 75 кілометрів. За містом Йонішкіс танкісти наздогнали фашистську колону, що відступала на Єлгаву, обійшли її, організували засідку і розгромили противника. На підступах до Єлгави розвідрота була зустрінута вогнем бронепоїзда і чотирьох танків. Уміло маневруючи і ведучи прицільний вогонь із засідки, розвідники змусили гітлерівців відступити в Єлгаву і, переслідуючи їх разом з передовим загоном, що підійшов, увірвалися в місто з півдня. Григорію Григоровичу Галузі за цей бій було присвоєно звання Героя Радянського Союзу.
Герой Радянського Союзу Маршал Радянського Союзу Баграмян І. Х. Так йшли ми до перемоги. — М: Воениздат, 1977.- с.378.